# پسری از آز
پسری از آز (انگلیسی: The Boy from Oz) یک تئاتر موزیکال است بر اساس زندگی خواننده و ترانه سرا، پیتر الن با بازی تاد مک کنی در نسخه‌ی سال ۱۹۹۸ و بازی هیو جکمن در نسخه‌ی سال ۲۰۰۳ در تئاتر برادوی.